# Villa Bardini
La villa Bardini, anciennement villa Manadora, est située sur la Costa San Giorgio à Florence. Aujourd'hui, c'est un centre d'exposition qui accueille des expositions temporaires, le musée Capucci et le musée Annigoni. Le jardin de la villa est le pittoresque jardin Bardini, qui peut maintenant être visité séparément avec le même billet que les jardins de Boboli. De plus, il y a l'espace Bardinicontemporanea toujours ouvert avec entrée gratuite, qui propose des expositions d'art contemporain et visuel en combinaison avec Terrazza Bardini.

## Histoire
La villa Manadora d'origine a été construite dans la première moitié du XVIIe siècle sur un projet de l'architecte Gherardo Silvani. Le nom dérive de celui du client, Francesco Manadori. Le jardin de la villa, agrémenté de sculptures, exploitait le versant de la colline avec de nombreux points panoramiques sur la ville de Florence, notamment vers le quartier de Santa Croce .
Au XIXe siècle, Giacomo Le Blanc prend possession de la villa et transforme le parc en jardin à l'anglaise, avec bois, allées sinueuses, statues et fontaines. Le Kaffeehaus toujours existant avec grotte remonte à cette période.
En 1913, le complexe du Palazzo Mozzi, de la villa Manadora, les jardins baroques et anglais, ainsi que des terres agricoles, ont été achetés par l'antiquaire Stefano Bardini, qui a procédé à une série de rénovations et de changements majeurs. Il a construit une avenue pour atteindre la villa et a sacrifié les jardins médiévaux fortifiés qui existaient encore, tandis que les bâtiments de la Costa San Giorgio étaient unifiés dans ce qui sera simplement appelé Villa Bardini.
Avec la mort d'Ugo Bardini, sans héritiers, en 1965, un long processus bureaucratique sur l'héritage a commencé, qui ne s'est terminé qu'en 1996 grâce à l'intérêt d'Antonio Paolucci, alors ministre du Patrimoine culturel, qui remplissait les conditions du défunt qui avait destiné ses propriétés à la ville de Florence.
Après plusieurs années d'incurie et d'abandon, la villa a été entièrement rénovée par l'Ente Cassa di Risparmio de Florence et rouverte au public en 2006, avec un espace pour des expositions temporaires au rez-de-chaussée. En 2007 et 2008 le musée Roberto Capucci et le musée Annigoni ont également été ouverts, un restaurant et un espace pour des expositions d'art contemporain.

## Description
La villa dispose de soixante pièces et salons, pour une superficie totale de 3 800 mètres carrés sur quatre niveaux. En plus des lieux d'exposition, la villa abrite également les bureaux de la Fondation des parcs monumentaux Bardini et Peyron et de la Société horticole toscane, ainsi que des espaces pour des conférences, des services de restauration et des accessoires.

## Galerie

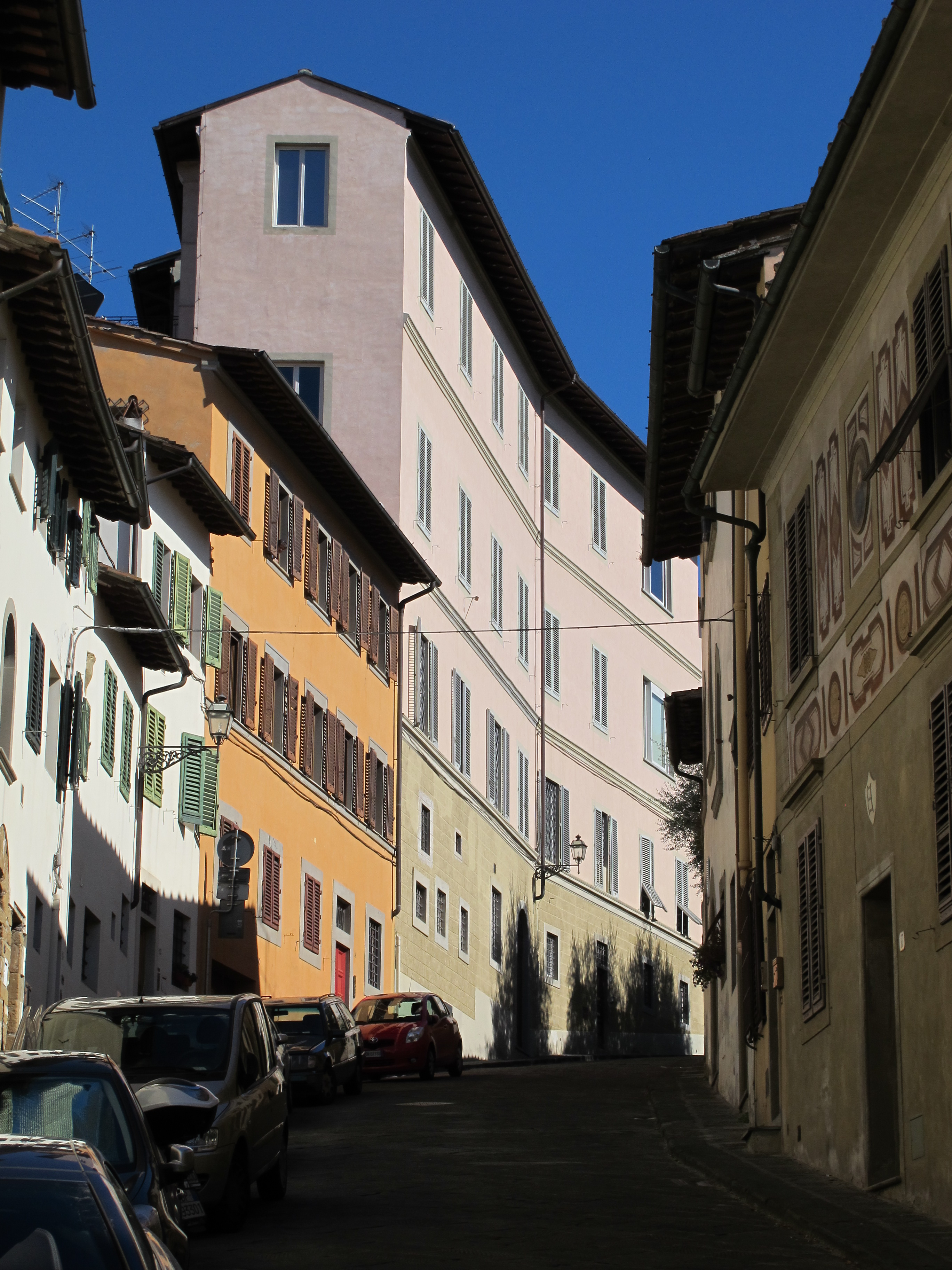
Villa Bardini, côté rue.
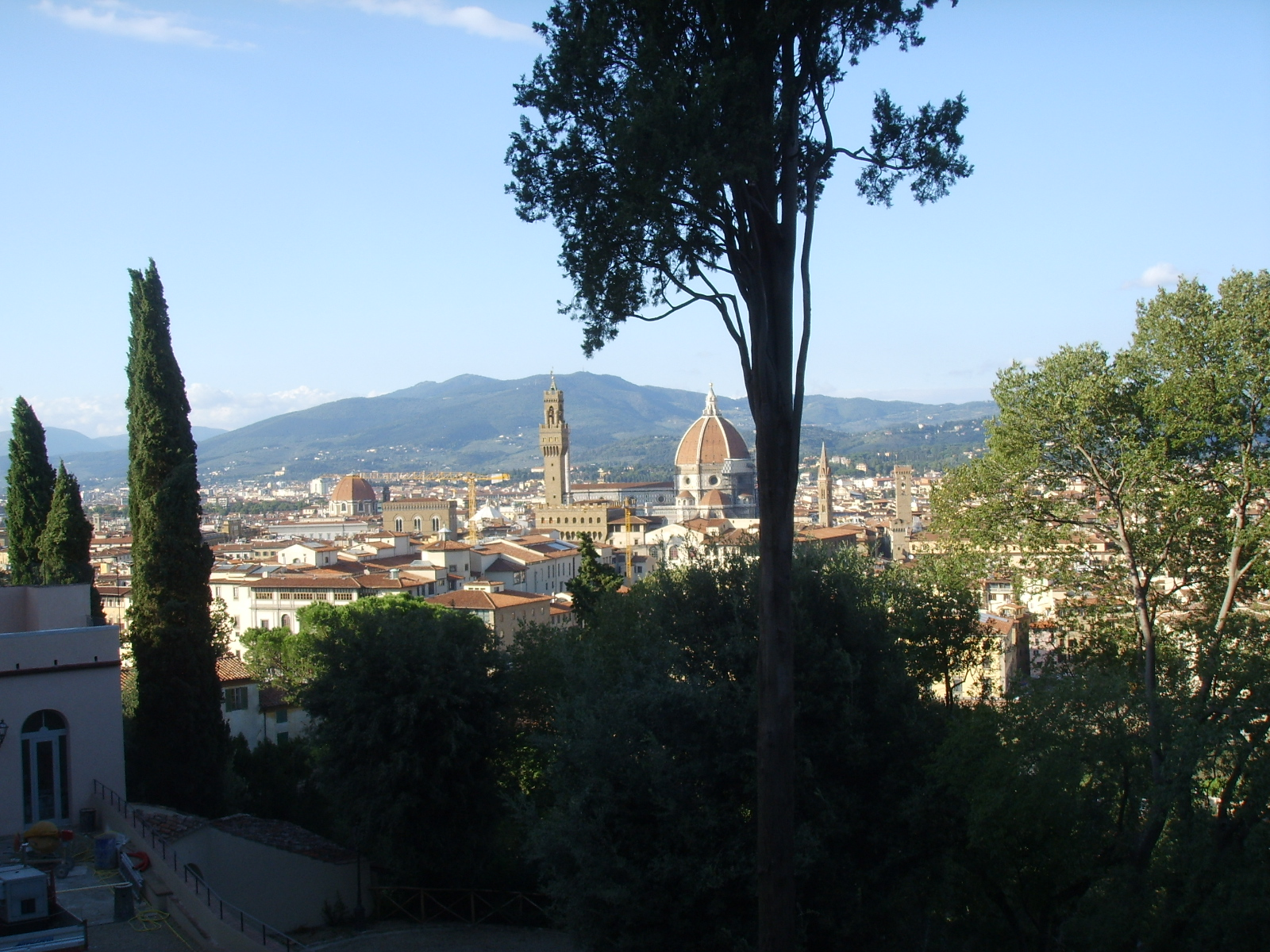
Panorama depuis la villa.